# Linley’s Dungeon Crawl
Linley’s Dungeon Crawl ist ein rogue-ähnliches Computerspiel, das 1997 von Linley Henzell veröffentlicht wurde. Die neueste stabile Version ist 4.00b26 vom März 2003, eine 4.1 alpha-Version gibt es seit Juli 2005. Außerdem gibt es die ausgereifte grafische Weiterentwicklung Dungeon Crawl Stone Soup. Crawl steht unter einer Open-Source-Lizenz und ist verfügbar für MS-DOS, Windows, macOS, Linux und weitere Betriebssysteme.

## Beschreibung
Dungeon Crawl bietet sowohl sehr differenzierte Rollenspielelemente, als auch ein von harten taktischen Kämpfen geprägtes Spiel. Der Schwierigkeitsgrad stellt gewöhnlich auch für erfahrene rogue-like Spieler eine Herausforderung dar. Im Spiel gehen 26 Rassen in 28 Klassen unter zwölf Religionen (oder auch als Atheisten) in einem tiefen Dungeon auf die Jagd nach dem legendären Orb of Zot. Das Magiesystem ist ebenfalls sehr reichhaltig und bietet Spezialisierungen in den Schulen der Elementarmagie und etlichen anderen Disziplinen wie Nekromantie und Translokation.
Anders als z. B. in NetHack ist für Crawl aber kein sehr umfangreiches, mit Ausnahmen gespicktes Regelwerk erforderlich. Typisch ist eher das synergistische Zusammenwirken der gewählten Eigenschaften des Abenteurers. So braucht man z. B. für hochklassige Zaubersprüche Kenntnis mehrerer Magieschulen und Waffenfertigkeiten bauen z. T. aufeinander auf. Das Training der Eigenschaften wie Waffenfertigkeiten und Magie erfolgt durch einfaches Anwenden, wofür die integrierte KI-Datenbank vorher gesammelte und auf einem Konto gelagerte Erfahrungspunkte verwendet.
Exzessives Horten und Verkaufen wie etwa in Angband findet nicht statt, so dass die Aufmerksamkeit für andere Strategien frei wird. Gefundene Gegenstände kann man allenfalls seinem selbstgewählten Gott opfern. Faktoren wie Nahrungsknappheit und niedrige Respawnrate der Monster sorgen für einen fokussierten Spielverlauf, also notgedrungen immer mutigeres Vorstoßen in unbekannte Tiefen der Spielwelt.